# Richard Thomas (Schauspieler)

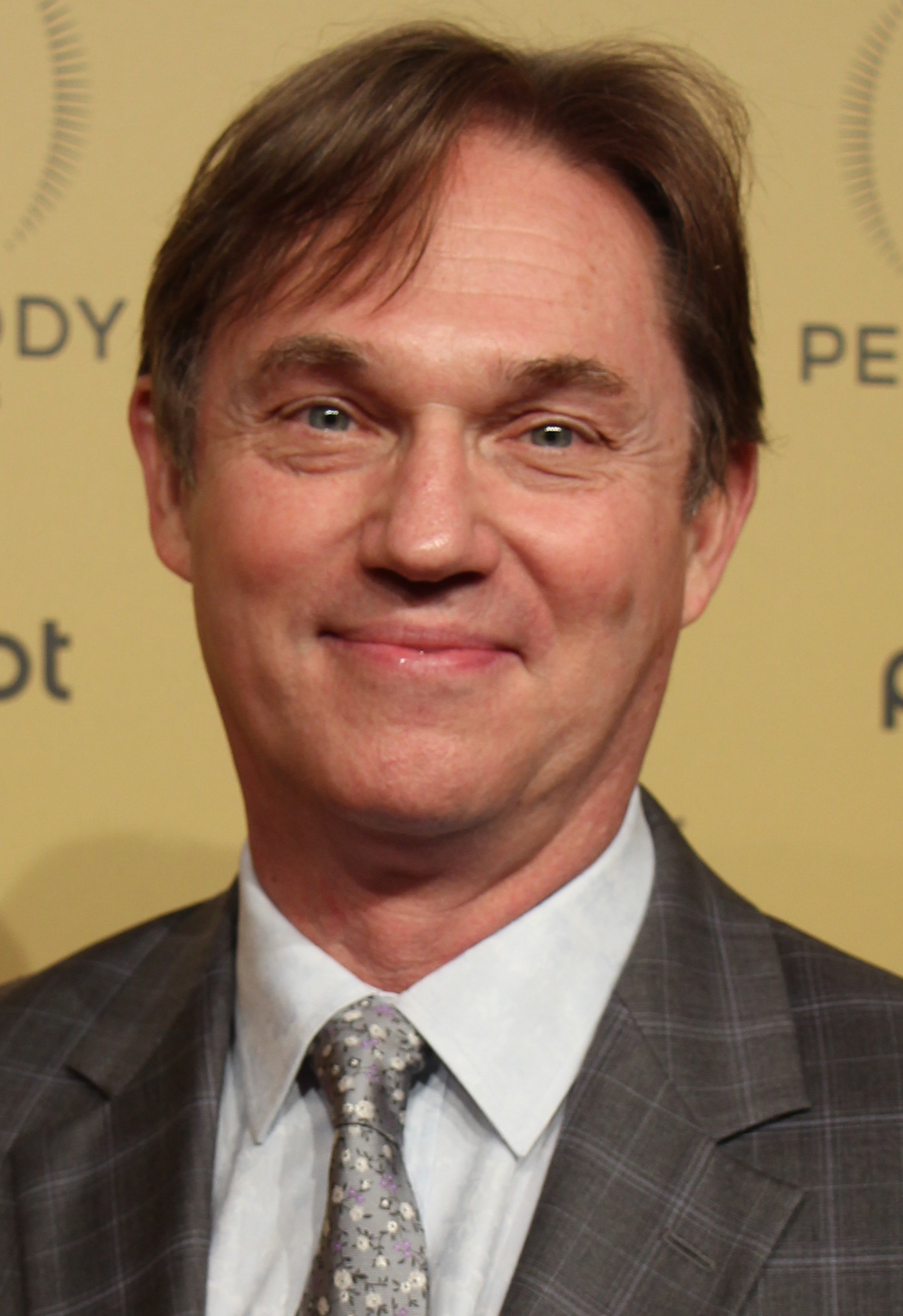
Richard Thomas (2015)

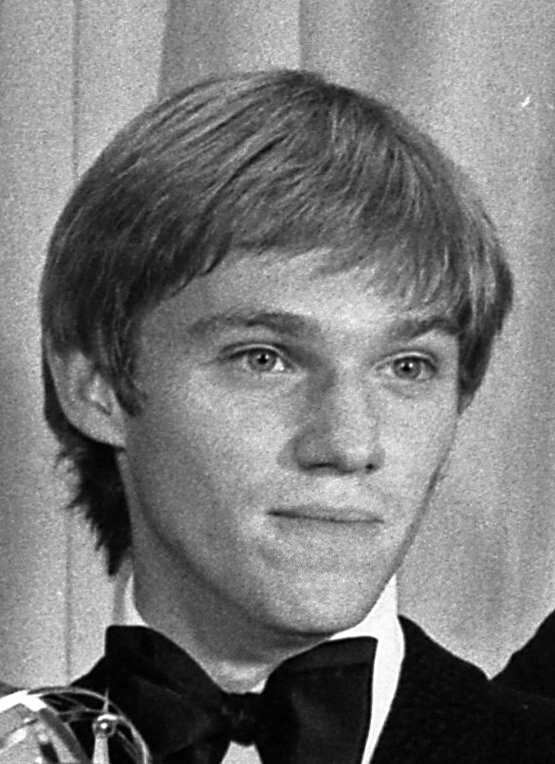
Richard Thomas (1973)

Richard Earl Thomas (* 13. Juni 1951 in New York City) ist ein US-amerikanischer Schauspieler. Bekannt wurde er in den 1970er-Jahren durch die Rolle des John-Boy Walton in der Familienserie Die Waltons.

## Leben
Thomas begann seine Karriere schon mit sieben Jahren auf dem New Yorker Broadway. Seine Eltern waren Tänzer. Der internationale Durchbruch folgte ab 1972 mit der Rolle in der Fernsehserie Die Waltons. In dieser Serie spielte er John-Boy, den ältesten Sohn einer Großfamilie. Nach rund fünf Jahren und 122 Folgen stieg er 1977 aus der Serie aus. Seither hat er in zahlreichen Spiel- und Fernsehfilmen mitgespielt. Außerdem spielt er auch regelmäßig Theater.
Er veröffentlichte bislang drei Lyrik-Gedichtbände. Gelegentlich engagiert er sich für das Better Hearing Institute, da er aufgrund einer nervlich bedingten Schwerhörigkeit seit seinem 30. Lebensjahr selbst ein Hörgerät trägt.
Thomas ist in zweiter Ehe verheiratet. Er hat fünf leibliche Kinder (einmal Drillinge) und zwei Stiefkinder. Er lebt mit seiner Familie in New York. Seine Hobbys sind seine Familie, Lesen, Jazzmusik und Kochen.

## Filmografie (Auswahl)
- 1958: The Christmas Tree (Fernsehfilm)
- 1959: Oliver Twist (Fernsehfilm)
- 1961: Give Us Barabbas! (Fernsehfilm)
- 1961: Preston & Preston (The Defenders, Fernsehserie, Folge 1x06)
- 1969: Indianapolis (Winning)
- 1969: Petting (Last Summer)
- 1970: Bonanza (Fernsehserie, Folge 12x03 Müde Willies)
- 1971: Red Sky at Morning
- 1971: Ausgeliefert (You’ll Like My Mother)
- 1972–1978: Die Waltons (The Waltons, Fernsehserie, 124 Folgen)
- 1975: The Silence (Fernsehfilm)
- 1977: September 30, 1955 (9 / 30 / 55)
- 1978: Deine Braut gehört mir (Getting Married, Fernsehfilm)
- 1979: Im Westen nichts Neues (All Quiet on the Western Front, Fernsehfilm)
- 1979: Roots – Die nächsten Generationen (Roots: The Next Generations, Fernseh-Miniserie, 3 Folgen)
- 1980: Sador – Herrscher im Weltraum (Battle Beyond the Stars)
- 1981: Berlin Tunnel 21 (Fernsehfilm)
- 1981: Barfuß im Park (Barefoot in the Park, Fernsehfilm)
- 1982: Johnny Belinda (Fernsehfilm)
- 1985: Die Nacht ohne Mitleid (Final Jeopardy, Fernsehfilm)
- 1988: Licht am Ende des Tunnels (Go Toward the Light, Fernsehfilm)
- 1989: Glory! Glory! (Fernsehfilm)
- 1990: Stephen Kings Es (Stephen King’s It, Fernsehfilm)
- 1990: Geschichten aus der Gruft (Tales from the Crypt, Fernsehserie, Folge 2x15 Mute Witness to Murder)
- 1991: Operation Haifisch – Lautlos kommt der Tod (Mission of the Shark: The Saga of the U.S.S. Indianapolis, Fernsehfilm)
- 1991: … und den Weihnachtsmann gibt’s doch! (Yes Virginia, There Is a Santa Claus, Fernsehfilm)
- 1992: Katastrophenflug 232 (Crash Landing: The Rescue of Flight 232, Fernsehfilm)
- 1993: Lauras Schatten (I Can Make You Love Me, Fernsehfilm)
- 1993: Das Geheimnis um Linda (Linda, Fernsehfilm)
- 1993: Das Familientreffen der Waltons (A Walton Thanksgiving Reunion, Fernsehfilm)
- 1995: Der Giftmörder (Death in Small Doses, Fernsehfilm)
- 1995: Eine Walton-Hochzeit (A Walton Wedding, Fernsehfilm)
- 1995: Outer Limits – Die unbekannte Dimension (The Outer Limits, Fernsehserie, Folge The New Breed)
- 1995: Der Ruf des Engels (The Christmas Box, Fernsehfilm)
- 1997: Nachwuchs für John-Boy (A Walton Easter, Fernsehfilm)
- 1997–1998: Ein Hauch von Himmel (Touched By an Angel, Fernsehserie, 2 Folgen)
- 1997–1998: Ein Wink des Himmels (Promised Land, Fernsehserie, 4 Folgen)
- 1997: Die Todesflut (Flood: A River’s Rampage, Fernsehfilm)
- 1998: Unser Kumpel Bigfoot (Big and Hairy, Fernsehfilm)
- 1998–1999: Die Robinsons – Aufbruch ins Ungewisse (The Adventures of Swiss Family Robinson, Fernsehserie, 30 Folgen)
- 2000: Fortune Hunters – Die Glücksjäger (The Million Dollar Kid)
- 2000: Mord im Namen des Volkes (In the Name of the People, Fernsehfilm)
- 2000: Die WonderBoys (Wonder Boys)
- 2000: Der Flug der Rentiere (The Christmas Secret, Fernsehfilm)
- 2001; 2013: Law & Order: Special Victims Unit (Fernsehserie, 2 Folgen)
- 2002–2003: Just Cause (Fernsehserie, 22 Folgen)
- 2006: Nightmares & Dreamscapes: Nach den Geschichten von Stephen King (Nightmares & Dreamscapes: From the Stories of Stephen King, Fernseh-Miniserie)
- 2009: Law & Order (Fernsehserie, Folge 20x05 Würde)
- 2009: Taking Woodstock
- 2012: Rizzoli & Isles (Fernsehserie, Folge 2x06)
- 2013–2016: The Americans (Fernsehserie, 48 Folgen)
- 2013: White Collar (Fernsehserie, Folge 5x05 Masterplan)
- 2014: Good Wife (Fernsehserie, Folge 6x03)
- 2015: Anesthesia
- 2016: Chicago PD (Fernsehserie, Folge 3x15)
- 2016: Elementary (Fernsehserie, Folge 5x04)
- 2017: Blue Bloods – Crime Scene New York (Blue Bloods, Fernsehserie, Folge 8x02)
- 2018: The Price for Silence
- 2019: The Blacklist (Fernsehserie, Folge 6x17)
- 2019–2020: Navy CIS: New Orleans (Fernsehserie, 2 Folgen: 6x01, 6x20)
- 2020: The Comey Rule: Größer als das Amt (The Comey Rule, Fernseh-Miniserie, 2 Folgen)
- 2021: The Unforgivable
- 2022: Ozark (Fernsehserie, 10 Folgen)